# Hans Schwabl
Hans Schwabl (* 17. Dezember 1924 in Zell am See; † 2. April 2016) war ein österreichischer Altphilologe.

## Leben
Nach dem Besuch des Gymnasiums wurde Schwabl zum Kriegsdienst eingezogen. Nach seiner Entlassung aus sowjetischer Kriegsgefangenschaft begann er 1947 mit dem Studium der Klassischen Philologie an der Universität Wien. Dort wurde er 1951 promoviert und legte ein Jahr danach die Lehramtsprüfung ab. Bis Ende 1952 war er Stipendiat des British Council in Oxford und anschließend wissenschaftliche Hilfskraft und Assistent in Wien. Nach seiner Habilitation 1958 wurde er Privatdozent, bis er im Oktober 1960 einen Ruf als ordentlicher Professor und Lehrstuhlinhaber für Klassische Philologie der Freien Universität Berlin annahm. Einem weiteren Ruf, diesmal seiner Wiener Heimatuniversität, folgte er 1968. Dort war er bis zu seiner Emeritierung 1993 ordentlicher Universitätsprofessor und Inhaber der Lehrkanzel am Institut für Klassische Philologie.
Er war Mitglied im Beirat der Görres-Gesellschaft, Ehrendoktor der Universität Budapest und seit 1973 korrespondierendes und seit 1975 wirkliches Mitglied der Österreichischen Akademie der Wissenschaften. Seit 1972 war Schwabl Mitherausgeber der Wiener Studien. Er wurde am Ober Sankt Veiter Friedhof bestattet.

## Schriften (Auswahl)
- Hesiods Theogonie: eine unitarische Analyse. Böhlau, Wien 1966.
- Grecs et barbares: six exposés et discussions. Vandoeuvres-Genève, 4-9 septembre 1961, Fondation Hardt, Genève 1961.